# Beirneola alboparallela
Beirneola alboparallela är en insektsart som beskrevs av Victor Antoine Signoret 1855. Beirneola alboparallela ingår i släktet Beirneola och familjen dvärgstritar. Inga underarter finns listade i Catalogue of Life.